# Kricktjärnen, Lappland
Kricktjärnen är en sjö i Lycksele kommun i Lappland och ingår i Öreälvens huvudavrinningsområde.